# Residenza dell'Arte dei Legnaioli
La Residenza dell'Arte dei Legnaioli è un edificio civile del centro storico di Firenze, situato in via Lambertesca 6 angolo chiasso dei Baroncelli e oggi facente parte del complesso degli Uffizi.

## Storia e descrizione
Dell'antica residenza, costruita nel Trecento, censita da Walther Limburger e tradizionalmente identificata nella porzione di fabbrica posta d'angolo tra via Lambertesca e il chiasso de' Baroncelli, resta forse memoria in alcuni elementi in pietra che sono stati portati in luce sul fronte intonacato dell'edificio, poi annesso al palazzo della Magona Granducale (al numero 4), quindi legato al complesso degli Uffizi e conseguentemente interessato dal cantiere dei Nuovi Uffizi.
Faceva parte di un gruppo di antiche fabbriche confiscate, che il Comune concesse a diverse Arti perché vi fabbricassero la loro residenza. Dai Libri di Statuti dell'Arte dei Legnaioli si può rilevare che la costruzione della loro residenza avvenne nella prima metà del XIV secolo.